# 牙線舞
牙線舞或稱甩手舞（英語：Floss）是一種從2017年起流行的舞蹈動作，方法為緊握拳頭並反覆搖晃雙臂，同時讓腰自然左右擺動。

## 詞源
「牙線舞」一詞得名於動作本身，其中舞者要迅速的擺動手臂和臀部，樣子就像使用一根巨大的隱形牙線。

## 流行
2017年5月，被稱為「背包小子」的14歲男孩羅素‧霍寧 （Russell Horning）在凱蒂·佩芮登上《週六夜現場》表演歌曲〈輕鬆完勝〉期間跳了該舞，隨後他跳舞的影片在社交媒體平台瘋傳，並被青少年和名人爭相模仿。牙線舞還曾在《辛普森家庭》以及環球兒童、迪士尼XD和迪士尼頻道播出的電視節目中出現。
牙線舞在Epic Games開發和發行的2017年電子遊戲《堡垒之夜：空降行动》中以限時表情作為戰鬥通行證第2季的獎勵，角色可在玩遊戲時跳起該舞。由於《堡垒之夜》的流行以及父母和學校行政人員的支持，並且相對其他受年輕人歡迎的舞蹈該舞看起來缺少色情成分，跳牙線舞在校園裡走紅 。2018年12月，霍寧的母親對Epic Games提起訴訟，指控其表情侵犯版權，這是Epic第三次遇到此類事件。霍寧對Epic的訴訟導致遊樂場遊戲工作室透過更新刪除了2018年賽車電子遊戲《极限竞速 地平线4》中的舞蹈表情，以避免他們遭到起訴。